# Брантфорд (Онтарио)
Брантфорд (енгл. Brantford) је град у Канади у покрајини Онтарио. Према резултатима пописа 2011. у граду је живело 93.650 становника.

## Становништво
Према резултатима пописа становништва из 2011. у граду је живело 93.650 становника, што је за 3,8% више у односу на попис из 2006. када је регистровано 90.192 житеља.
| 2006.  | 2011.  | 2016.  |
| ------ | ------ | ------ |
| 90.192 | 93.650 | 97.496 |